# بيزو فلبيني
البيزو الفلبيني (بالفلبينية Piso ng Pilipinas) (رمز أيزو 4217: PHP) هي عملة الفلبين الرسمية. يُقَسَّم إلى 100 سنتيمو، وتسمى أيضًا سنتافوس.
يحمل البيزو الرمز "₱"، والذي قُدِّم أثناء الحكم الأمريكي بدلاً من علامة البيزو الأصلية "$" المستخدمة في جميع أنحاء أمريكا الإسبانية .  الرموز البديلة المستخدمة هي "PHP"، أو "PhP"، أو "Php"، أو فقط "P".
تُدار السياسة النقدية للفلبين بواسطة البنك المركزي الفلبيني (BSP)، الذي أُنشِئ في 3 يناير 1949، باعتباره البنك المركزي. يقوم بإنتاج الأوراق النقدية والعملات المعدنية للبلاد في مجمع مصنع الأمن الخاص به، والذي من المقرر أن ينتقل إلى مدينة نيو كلارك ‏ في كاباس، تارلاك.  

## تاريخ
يشتق البيزو الفلبيني من البيزو الإسباني أو القطع المكونة من ثماني قطع والتي جُلِِبَت بكميات كبيرة من أمريكا الإسبانية بواسطة سفن مانيلا ‏ في الفترة من القرن السادس عشر إلى القرن التاسع عشر. من نفس البيزو الإسباني أو الدولار تشتق البيزوات المختلفة لأمريكا الإسبانية، والدولارات في الولايات المتحدة وهونغ كونغ، وكذلك اليوان الصيني والين الياباني.   

### العملات ما قبل الاستعمارية

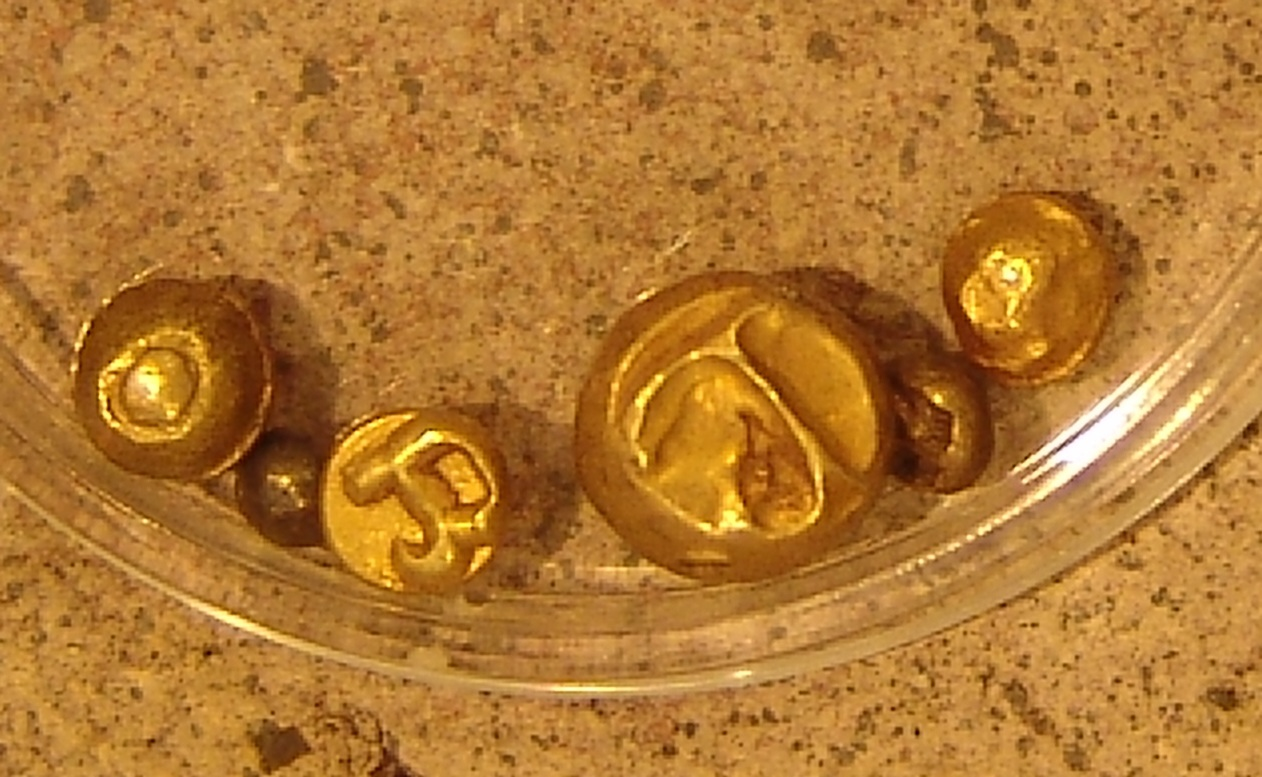
بيلونسيتوس ، نوع من العملات المعدنية التي استخدمها شعوب ما قبل الاستعمار في الأرخبيل

كانت التجارة قبل الاستعمار بين قبائل ما يعرف الآن بالفلبين والتجار من الجزر المجاورة تتم من خلال المقايضة. ومع ذلك، فإن عدم ملاءمة المقايضة أدى في وقت لاحق إلى استخدام بعض الأشياء كوسيلة للتبادل. كان الذهب، الذي كان متوفرًا بكثرة في العديد من أجزاء الجزر، يجد طريقه دائمًا إلى هذه الأشياء التي تضمنت Piloncitos، وهي قطع ذهبية صغيرة تشبه الخرز والتي اعتبرها علماء العملات المحليون أقدم عملة لشعوب الفلبين القديمة، وخواتم المقايضة الذهبية. كانت وحدة العملة الفضية الأصلية هي الروبية أو الروبيه، والتي أُحضِرَت عن طريق التجارة مع الهند وإندونيسيا.
هناك كلمتان أصليتان في اللغة التاغالوغية للدلالة على المال لا تزالان موجودتين حتى اليوم في اللغة الفلبينية وهما salapi وربما pera . يُعتقد أن كلمة Salapi مشتقة من isa (واحد) + rupya والتي ستصبح lapia عند تكييفها مع اللغة التاغالوغية. وبدلًا من ذلك، يمكن أن تكون من الكلمة العربية أشرفي (عملة ذهبية، انظر أشرفي الفارسية) أو صرف (أموال، تبادل العملات). يُعتقد أن كلمة Pera مشتقة من كلمة perak الملايوية (الفضة)، والتي لها أيضًا نفس الصلة المباشرة أو التكيف في اللغة التاغالوغية / الفلبينية باسم pilak . وبدلًا من ذلك، يمكن أن يكون من عملات 10 و5 سنتيمو من البيزيتا الإسبانية ، المعروفة باسم بيرا جوردا وبيرا تشيكا.

### الفترة الاستعمارية الإسبانية
قُدِّمَ الدولار الإسباني، أو البيزو الفضي (الذي يساوي ثمانية ريالات)، لأول مرة من قبل بعثة ماجلان في عام 1521 وأُحضِرَ بكميات كبيرة بعد غزو الفلبين عام 1565 من قبل ميغيل لوبيز دي ليغازبي. استمرت عملة السالابي المحلية تحت الحكم الإسباني كعملة توستون أو نصف بيزو. بالإضافة إلى ذلك، قُدِّمَت عملات إسبانية ذهبية أو عملات إسكودو ثمانية بنفس وزن الدولار الإسباني ولكن قيمتها 16 بيزو فضي. 
كانت أقدم العملات الفضية التي جلبتها سفن مانيلا من المكسيك وغيرها من المستعمرات الإسبانية الأمريكية في شكل قطع خشنة من الكيزان أو الماكوكينا. اُستُبدِلَت هذه العملات المعدنية المصنوعة بشكل بدائي في وقت لاحق بعملات معدنية سُكَّت آليًا تسمى Columnarios (دولارات العمود) في عام 1732 تحتوي على 27.07 جرامًا من الفضة النقية 0.917 (عُدِّلَت إلى 0.903 نقية في عام 1771). 
وُفِّرَت العملة الكسرية عن طريق تقطيع عملة الدولار الإسباني، في أغلب الأحيان إلى ثمانية أسافين، كل منها يساوي ريال إسباني واحد. سُكَّت أيضاً العملات المعدنية الخام المصنوعة محليًا من النحاس أو البرونز والتي تسمى كوارتوس أو باريلاس (ومن هنا جاءت الكلمات التاغالوغية/الفلبينية كوارتا أو كوارتا ، "المال" و باريا "عملة معدنية" أو "العملات المعدنية غير الثابتة") في الفلبين بأمر من الحكومة الإسبانية، حيث تساوي 20 كوارتوس ريال واحد (ومن ثم، 160 كوارتوس لبيزو).  خُفِّفَ من غياب العملات المعدنية الرسمية في القرن التاسع عشر جزئيًا من خلال العملات المعدنية المزيفة المكونة من فئتين والتي صنعها عمال مناجم النحاس في إيغوروت في كورديليرا.
كان النظام النقدي المشتق من العملات المعدنية المستوردة من إسبانيا والصين والدول المجاورة محفوفًا بالعديد من الصعوبات. جاءت الأموال على شكل عملات معدنية مختلفة، وكانت هناك أيضًا عملات كسرية بالإضافة إلى العملة الحقيقية والعملة الرباعية. كانت الأموال نادرة في مانيلا دائمًا تقريبًا، وعندما كانت وفيرة شُحِنَت إلى المقاطعات  أو صُدِّرَت إلى الخارج لدفع ثمن الصادرات.   مرسوم صدر عام 1857 يتطلب الاحتفاظ بالحسابات بالبيزو والسنتيموس (بقيمة1⁄100 من البيزو (أو ما يعادله بالعملة المحلية) قليل المساعدة في التعامل مع الموقف نظرًا لوجود كوارتوس نحاسي بقيمة1⁄160 من البيزو. 

### معيار ثنائي المعدن ذهبي/فضي من القرن التاسع عشر
كانت عملة أونزا الذهبية الإسبانية (أو عملة 8 إسكودو ) بنفس وزن الدولار الإسباني ولكن قيمتها الرسمية كانت 16 بيزو فضي، وبالتالي وضع البيزو على معيار ثنائي المعدن، يساوي إما البيزو المكسيكي الفضي (27.07) أو البيزو المكسيكي الفضي (27.07 غرام 0.903 ناعم، أو 0.786 أونصة طروادة XAG) أو 1⁄16 أونزا الذهب (1.691 غرام أو 0.875 غرام نقي، أو 0.0476 أونصة طروادة XAU، مع نسبة ذهب إلى فضة تبلغ 16. وقد كان اختلاف قيمة الدولار عن قيمة الذهب في التجارة الدولية بارزاً بشكل واضح في الأزمات النقدية المستمرة في القرن التاسع عشر. في خمسينيات القرن التاسع عشر، أدى انخفاض سعر الذهب في الأسواق العالمية إلى تدفق العملات الفضية إلى الخارج. في عام 1875 أدى اعتماد معيار الذهب في أوروبا إلى ارتفاع سعر الذهب الدولي واستبدال العملات الذهبية بالبيزو المكسيكي الفضي.
ومع استمرار انخفاض سعر الفضة، حُظِرَ استيراد البيزو المكسيكي منذ عام 1877، ولم يكن هناك ما يعادل قانونيًا سوى البيزو المكسيكي المؤرخ عام 1877 أو قبله للبيزو الفلبيني وأوراق النقد البيزو فويرتي. ومع ذلك، فشلت إسبانيا ومستعمراتها في إرساء معيار ذهبي مناسب. وهكذا، أصبح البيزو الفلبيني والدورو الإسباني (بيزو إسبانيا أو عملة الخمسة بيزيتا) على معيار العملة الائتمانية (أو العملة الورقية)؛ وفي حين أن قيمتهما كانت أعلى من البيزو المكسيكي بسبب ندرته في التداول، فقد تم تداول كلتا العملتين بخصم متقلب مقابل البيزو الذهبي.  في حين أُعيد سك البيزو المكسيكي الذي يعود تاريخه إلى ما قبل عام 1877 في شكل عملات فلبينية من فئة 10، و20، و50 سنتًا حتى تسعينيات القرن التاسع عشر، إلا أن هذه العملات المعدنية كانت تُهرَّب باستمرار بالتواطؤ مع مسؤولي الجمارك بسبب قيمتها الورقية الأعلى في الفلبين.
بعد عام 1898، ألغت الإدارة الاستعمارية للولايات المتحدة "معيار الذهب الوهمي" هذا لصالح الاستيراد غير المحدود للبيزو المكسيكي، وأصبح البيزو الفلبيني عملة قياسية فضية حيث انخفضت قيمته إلى نصف بيزو ذهبي.
تزامنت هذه الأحداث مع إنشاء دار العملة في مانيلا في الفلبين عام 1857، وبدأ سك العملات الذهبية من فئة 1، و2، و4 بيزو في عام 1861 وفقًا للمعايير الإسبانية (كانت عملة 4 بيزو تزن 6.766 جرامًا من 0.875 ذهبًا)، وبدأ سك العملات الفضية الكسرية من فئة 50، و20، و10 سنتيمو في عام 1864 أيضًا وفقًا للمعايير الإسبانية (حيث تحتوي 100 سنتيمو على 25.96 جرامًا من 0.900 فضة؛ ثم خُفِّضَت لاحقًا إلى 0.835 فضة في عام 1881).
في عام 1897، قدمت إسبانيا عملات فضية بقيمة 1 بيزو تحمل تمثال نصفي للملك ألفونسو الثالث عشر ، بالإضافة إلى عملات بقيمة 5 و10 سنتات دي بيزيتا للتداول في الفلبين كعملات بقيمة 1 و2 سنتات دي بيزو . ظل البيزو الإسباني الفلبيني متداولًا وكان بمثابة عملة قانونية في الجزر حتى عام 1904، عندما ألغت السلطات الأمريكية تداوله لصالح البيزو الأمريكي الفلبيني الجديد. 
كانت أول عملة ورقية تُدوِّلَت في الفلبين هي البيزو الفلبيني الذي أصدره أول بنك في البلاد عام 1851، وهو البنك الإسباني الفلبيني لإيزابيل الثانية ‏. كان من الممكن تحويلها إلى بيزو فضي أو أونزا ذهبية، وكان حجمها 1,800,000 بيزو صغيرًا مقارنة بحوالي 40,000,000 بيزو فضي متداولة في نهاية القرن التاسع عشر.

### الفترة الثورية
تأكيدًا لاستقلالها بعد إعلان استقلال الفلبين في 12 يونيو 1898، أصدرت جمهورية الفلبين تحت قيادة الجنرال إميليو أجوينالدو عملاتها المعدنية والورقية الخاصة بها مدعومة بالموارد الطبيعية للبلاد. كانت العملات المعدنية هي الأولى التي استخدمت اسم سنتافو بدلاً من سنتيمو للتقسيم الفرعي للبيزو. كما أصدرت جزيرة باناي أيضًا عملات معدنية ثورية. بعد أن أسرت القوات الأمريكية أغوينالدو في بالانان، إيزابيلا في 23 مارس 1901، توقف البيزو الثوري عن الوجود.

### الفترة الاستعمارية الأمريكية
بعد أن سيطرت الولايات المتحدة على الفلبين، أقر الكونجرس الأمريكي قانون سك العملة الفلبينية لعام 1903، وحدد وحدة العملة لتكون البيزو الذهبي النظري (غير المسكوك) المكون من 12.9 حبة من الذهب 0.900 (0.0241875 XAU). كانت هذه الوحدة تعادل نصف قيمة الدولار الأمريكي تمامًا.  وظل ربط الدولار الأميركي بالذهب قائما حتى تم تخفيض نسبة الذهب في الدولار الأميركي في عام 1934. وظل سعر صرف العملة المحلية ثابتًا عند 2 بيزو فلبيني مقابل الدولار الأمريكي حتى الاستقلال في عام 1946.
نص القانون على سك وإصدار البيزو الفضي الفلبيني الذي يزن وينقس بشكل أساسي مثل البيزو المكسيكي، والذي يجب أن تكون قيمته 50 سنتًا من الذهب ويمكن استرداده بالذهب في خزانة الجزيرة، والذي كان من المفترض أن يكون الوسيلة الوحيدة للتداول بين الناس. كما نص القانون على سك العملات الثانوية والثانوية وإصدار شهادات فضية بفئات لا تقل عن 2 بيزو ولا تزيد عن 10 بيزو (رُفِعَ الحد الأقصى للفئة إلى 500 بيزو اعتبارًا من عام 1905).
كما نصت على إنشاء صندوق معيار الذهب للحفاظ على تكافؤ العملات المعدنية المسموح بإصدارها، وأذنت للحكومة الجزرية بإصدار شهادات مؤقتة للدين تحمل فائدة بمعدل لا يتجاوز 4٪ سنويًا، وتدفع في موعد لا يتجاوز عامًا واحدًا من تاريخ الإصدار، بمبلغ لا يتجاوز في أي وقت 10 ملايين دولار أو 20 مليون بيزو.
كما أصدرت الإدارة الإقليمية الأمريكية أيضًا عملات مستعمرة كوليون للمصابين بالجذام بين عامي 1913 و1930.

### الحرب العالمية الثانية
في عام 1942، في ذروة المقاومة ضد الغزو الياباني في جزيرة كوريجيدور ، تمكنت القوات الأمريكية الفلبينية من شحن معظم الذهب والأصول المهمة التي كانت محفوظة في احتياطيات بنوك مانيلا إلى أستراليا ، ولكنها اضطرت إلى التخلص من ما يقدر بنحو 15 مليون بيزو من البيزو الفضي في البحر قبالة خليج كابالو بدلاً من تسليمها لليابانيين. بعد الحرب، ستُرجَع هذه الأصول إلى البنوك الفلبينية، وستُسترَد معظم البيزو المهملة ولكن في حالة تآكل سيئة. 
ثم قام المحتلون اليابانيون للفلبين بإدخال الأوراق النقدية الورقية للاستخدام في البلاد. كما أصدرت البنوك والحكومات المحلية أوراق نقدية متداولة في حالات الطوارئ ‏ (أطلق عليها أيضًا اسم "بيزو حرب العصابات")، باستخدام أحبار ومواد خام، والتي كانت قابلة للاسترداد بالبيزو الفضي بعد نهاية الحرب. حظرت الجمهورية الفلبينية الثانية بقيادة خوسيه ب. لوريل حيازة العملة الحربية وأعلنت احتكارًا لإصدار الأموال وكان من الممكن القبض على أي شخص يمتلك أوراقًا نقدية حربية أو حتى إعدامه. وبسبب طبيعة العملة الورقية، شعر الاقتصاد الفلبيني بتأثيرات التضخم المفرط.
استمرت القوات العسكرية المشتركة للولايات المتحدة والكومنولث الفلبيني، بما في ذلك وحدات حرب العصابات المعترف بها، في طباعة البيزو الفلبيني، بحيث اعتُبرت جميع الإصدارات السابقة، باستثناء أوراق حرب العصابات الطارئة، غير قانونية ولم تعد قانونية من أكتوبر 1944 إلى سبتمبر 1945.

### الاستقلال والبنك المركزي للفلبين، 1949-1993
أنشأ قانون الجمهورية ‏ رقم 265 البنك المركزي للفلبين (الآن Bangko Sentral ng Pilipinas) في 3 يناير 1949، والذي مُنِحَ سلطة إدارة النظام المصرفي والائتماني للبلاد. وبموجب هذا القانون، مُنِحَت جميع الصلاحيات في طباعة وسك العملة الفلبينية إلى بنك الجمارك وحماية الحدود، مما أدى إلى سحب حقوق البنوك مثل بنك جزر الفلبين ‏ والبنك الوطني الفلبيني ‏ في إصدار العملة. 
واجهت الفلبين مشاكل مختلفة بعد الحرب بسبب التعافي البطيء للإنتاج الزراعي، والعجز التجاري بسبب الحاجة إلى استيراد السلع اللازمة، والتضخم المرتفع بسبب نقص السلع. شرع بنك الصين المركزي في تطبيق نظام الصرف الثابت خلال الخمسينيات من القرن العشرين، حيث حوفِظ على سعر الصرف الرسمي للبيزو عند 2 بيزو لكل دولار أمريكي من خلال تدابير مختلفة للسيطرة على احتياطيات البلاد الدولية والحفاظ عليها. 
وقد ساعد هذا النظام، إلى جانب جهود أخرى من جانب "الفلبينيين أولاً" للحد من الواردات، في إعادة تشكيل أنماط الاستيراد في البلاد وتحسين ميزان المدفوعات. لكن هذه القيود أدت إلى نشوء سوق سوداء حيث كان الدولار يُتداول بشكل روتيني بأكثر من 3 بيزو فلبيني. اُستُغِلَّ نظام التخصيص الذي وضعته هيئة الجمارك وحماية الحدود والذي خصص كمية محدودة من الدولارات بسعر 2 بيزو فلبيني لكل دولار لشراء الواردات ذات الأولوية من قبل الأحزاب ذات الارتباطات السياسية. وأدى ارتفاع أسعار الصرف في السوق السوداء إلى دفع التحويلات المالية والاستثمارات الأجنبية بعيدا عن القنوات الرسمية.
بحلول عام 1962، أصبحت مهمة الحفاظ على تعادل الدولار القديم عند 2 بيزو مع الدفاع عن الاحتياطيات المتاحة غير قابلة للتطبيق في ظل إدارة ديوسدادو ماكاباجال الجديدة، مما فتح الباب أمام حقبة جديدة من إلغاء الضوابط من عام 1962 إلى عام 1970 حيث فُكِّكَت القيود المفروضة على النقد الأجنبي واُعتُمِدَ سعر صرف جديد في السوق الحرة قدره 3.90 بيزو للدولار اعتبارًا من عام 1965. وساعدت هذه الخطوة على تحقيق التوازن بين العرض والطلب على النقد الأجنبي، وعززت بشكل كبير تدفقات الاستثمار الأجنبي والاحتياطيات الدولية. ولكن قاعدة التصنيع الضعيفة التي لم تتمكن من الاستحواذ على حصة السوق في السلع الاستهلاكية (المستوردة في الغالب) تعني أن خفض قيمة العملة لم يؤد إلا إلى تأجيج التضخم، وبحلول الوقت الذي انتهى فيه عصر إلغاء الضوابط في عام 1970 أصبح من الضروري خفض قيمة العملة مرة أخرى إلى 6.43 بيزو مقابل الدولار.
في عام 1967، اعتمدت العملة المعدنية المصطلحات الفلبينية بدلاً من الإنجليزية، وتبعتها الأوراق النقدية في عام 1969. وبالتالي تغيرت أسماء العملات التي تظهر على العملات المعدنية والأوراق النقدية من السنتافو والبيزو الإنجليزيين إلى السنتيمو والبيزو الفلبينيين. ومع ذلك، فإن كلمة سنتافو تُستخدم بشكل أكثر شيوعًا لدى الفلبينيين في الكلام اليومي.
وقد شملت الحقبة الأخيرة لبنك الجمارك البريطاني، من عام 1970 حتى إعادة تأسيس بنك الاحتياطي الفيدرالي في عام 1993، "نظام التعويم المُدار" دون المزيد من الالتزامات الثابتة بالتكافؤ مقابل الدولار. ولم يلتزم بنك الجمارك وحماية الحدود إلا بالحفاظ على ظروف منتظمة في سوق الصرف الأجنبي وتقليص التقلبات قصيرة الأجل. واستمرت الصعوبات طيلة سبعينيات وثمانينيات القرن العشرين في إدارة التضخم والحفاظ على استقرار أسعار الصرف، وقد ازداد الأمر تعقيداً بسبب افتقار بنك التجارة البريطاني إلى الاستقلال في الحكومة، وخاصة عندما عانى الأخير من عجز مالي. لقد حدثت أسوأ حلقة عندما أدت أزمة الثقة في إدارة فرديناند ماركوس إلى هروب رؤوس الأموال بين المستثمرين في الفترة من أغسطس/آب 1983 إلى فبراير/شباط 1986، مما أدى إلى مضاعفة سعر الصرف تقريبا من 11 بيزو فلبيني إلى 20 بيزو فلبيني مقابل الدولار، كما أدى إلى مضاعفة أسعار السلع.

### إعادة التنظيم إلى البنك المركزي الفلبيني الجديد
لقد مهدت التطورات السياسية والاقتصادية الإيجابية في تسعينيات القرن العشرين الطريق لمزيد من التحرير الاقتصادي وأتاحت الفرصة لتخفيف أعباء الأهداف التي يفرضها البنك المركزي والتي تتعارض مع الحفاظ على استقرار التضخم. ويحل قانون البنك المركزي الجديد (قانون الجمهورية رقم 7653) الصادر في 14 يونيو/حزيران 1993 محل بنك الجمارك والضرائب الفلبيني القديم ببنك مركزي جديد مكلف صراحة بالحفاظ على استقرار الأسعار، ويتمتع بالاستقلال المالي والإداري لعزله عن تدخل الحكومة. ويؤدي هذا، إلى جانب المزيد من تحرير مختلف أنظمة الصرف الأجنبي، إلى وضع البيزو الفلبيني على نظام سعر الصرف العائم بالكامل. يقرر السوق المستوى الذي يتداول به البيزو مقابل العملات الأجنبية على أساس قدرة البنك المركزي الفلبيني على الحفاظ على معدل تضخم مستقر على السلع والخدمات بالإضافة إلى احتياطيات دولية كافية لتمويل الصادرات. أسعار الصرف في السوق السوداء كما رأينا في الماضي أصبحت الآن غير موجودة حيث أن الأسواق الرسمية تعكس الآن العرض والطلب الأساسيين. 
ومنذ ذلك الحين، كان البيزو الفلبيني يُتداول مقابل الدولار الأمريكي في نطاق 24-46 ₱ من عام 1993 إلى عام 1999، و40-56 ₱ من عام 2000 إلى عام 2009، و40-54 ₱ من عام 2010 إلى عام 2019. التعريف السابق للبيزو في الفترة من 1903 إلى 1934 بأنه 12.9 حبة من 0.9 ذهب (أو 0.0241875 XAU) يساوي الآن 4,206.088 بيزو بناءً على أسعار الذهب اعتبارًا من أبريل 2025. 

## أسماء الفئات المختلفة
أصغر وحدة نقدية تسمى سنتافو في اللغة الإنجليزية (من الكلمة الإسبانية سنتافو ). بعد اعتماد "سلسلة الفلبينيين" في عام 1967، أصبحت تُعرف رسميًا باسم sentimo باللغة الفلبينية (من الكلمة الإسبانية céntimo ).  ومع ذلك، لا تزال كلمة "centavo" وكتاباتها المحلية، síntabo و sentabo ، تُستخدم كمرادفات في اللغة التاغالوغية . إنه المصطلح المفضل الأكثر انتشارًا على سينتيمو في اللغات الفلبينية الأخرى، بما في ذلك أباكنون،  بيكول،  السيبيونو ،   كويونون،  إيلوكانو،  وواراي،  في تشافاكانو، يُشار إلى السنتافوس باسم céns (مكتوب أيضًا séns ). 
كانت كلمات اللغة التاغالوغية للعملات المعدنية المختلفة المقومة بالسنتافو أكثر شيوعًا في القرن العشرين قبل انخفاض استخدامها بعد ذلك. 
- كانت العملة المعدنية من فئة نصف سنتافو  [لغات أخرى]‏ تسمى كوسينج ، وكانت العملة المعدنية من فئة 1 سنتافو تسمى إيسانج بيرا أو سامبيرا .
- العملات المعدنية بقيمة 5، و10، و25، و50 سنتافو كانت تحمل أسماءها الإسبانية سينغكو ، دييز ، بينتيسينكو وسينغكوينتا . بالإضافة إلى ذلك، كانت العملة المعدنية فئة 50 سنتافو تسمى أيضًا salapi.
- يمكن التعبير عن المصطلحات "1 بيزو لكل"، و"50 سنتافو لكل"، و"1 سنتافو لكل" على النحو التالي: ماميسو ، مانالابي ، وماميرا ، على التوالي.

## عملات معدنية
افتتحت الإدارة الإسبانية دار سك العملة في مانيلا (أو دار سك العملة في مانيلا) في عام 1857 من أجل توفير العملات المعدنية للفلبين، وسك عملات فضية بقيمة عملة فلبينية من فئة عشرة سنتاتفو، و عملة فلبينية من فئة عشرين سنتافو، و 50 سنتيموس ‏؛ وعملات ذهبية بقيمة 1 بيزو ‏، و 2 بيزو ‏، و4 بيزو.
قامت الحكومة الأمريكية بسك العملة بموجب قانون سك العملة الفلبينية لعام 1903 في دور سكها في الولايات المتحدة، في فئات معدنية أساسية من نصف سنتافو ‏ وسنتافو واحد وخمسة سنتافو؛ وفي فئات فضية من عملة فلبينية من فئة عشرة سنتاتفو، و عملة فلبينية من فئة عشرين سنتافو، و 50 سنتافو ‏، و 1 بيزو ‏. في النهاية، اعتبروا أنه من الأكثر اقتصادا وراحة سك العملات المعدنية في الفلبين، ومن ثم إعادة افتتاح دار سك العملة في مانيلا في عام 1920، والتي أنتجت العملات المعدنية حتى عصر الكومنولث باستثناء1⁄2 سنتافو وعملات 1 بيزو عادية (سُكَّت العملات التذكارية من فئة 1 بيزو في عام 1936).
في عام 1937، غُيِّرَ تصميم النسر والدرع إلى شعار النبالة لكومنولث الفلبين مع الاحتفاظ بأسطورة "الولايات المتحدة الأمريكية". خلال الحرب العالمية الثانية ، لم تُسك أي عملات معدنية من عام 1942 إلى عام 1943 بسبب الاحتلال الياباني للفلبين. استؤنفت عملية سك العملة في عامي 1944 و1945 للمرة الأخيرة في ظل الكومنولث. لم يُستَئنف استخدام العملات المعدنية إلا في عام 1958 بعد إصدار أوراق نقدية جزئية مقومة بالسنتافو من عام 1949 إلى عام 1957.
في عام 1958، قُدِّمَت سلسلة العملات الإنجليزية الجديدة المصنوعة بالكامل من المعادن الأساسية، والتي تتكون من البرونز 1 سنتافو، والنحاس الأصفر 5 سنتافو، والنيكل والنحاس الأصفر عملة فلبينية من فئة عشرة سنتاتفو، و 25 سنتافو، و 50 سنتافو ‏. اُوقِفَت فئة العشرين سنتافو. 
في عام 1967، قُدِّمَت سلسلة العملات المعدنية باللغة الفلبينية ‏ مع إعادة تسمية البيزو والسينتافو إلى بيزو وسنتيمو . تتكون من الألومنيوم 1 سنتيمو، والنحاس 5 سنتيمو، والنيكل والنحاس 10، و25، و50 سنتيمو. أعيد طرح عملة 1 بيزو ‏ في عام 1972. 
في عام 1975، قُدِّمَت سلسلة Ang Bagong Lipunan ‏. وهي تتألف من الألومنيوم 1-سينتيمو، والنحاس 5-سينتيمو، والنحاس والنيكل 10-سينتيمو، و25 سنتيمو و1 بيزو، وعملة من النيكل النقي عملة فلبينية من فئة خمسة بيزو والتي نادرًا ما تُتَداول. 
في عام 1983، قُدِّمَت سلسلة النباتات والحيوانات ‏ . وتتكون من الألومنيوم 1 و5 و10 سنتيمو والنحاس 25 سنتيمو والنحاس والنيكل 50 سنتيمو و1 بيزو وعملة جديدة 2 بيزو ‏. من عام 1991 إلى عام 1994، تم تقليص أحجام العملات المعدنية من 25 سنتيمو إلى 2 بيزو في إطار سلسلة النباتات والحيوانات ‏ المحسنة ، وقُدِّمَت عملة فلبينية من فئة خمسة بيزو .  
في عام 1995، قُدِّمَت سلسلة العملات المعدنية ذات التصميم الجديد بهدف استبدال وإلغاء جميع سلاسل العملات المعدنية الصادرة سابقًا في 3 يناير 1998. كانت تتكون في البداية من الفولاذ المطلي بالنحاس 1 و5 و10 سنتيمو، والنحاس الأصفر 25 سنتيمو، والنحاس والنيكل 1 بيزو، والنيكل والنحاس الأصفر 5 بيزو. في عام 2000، تمت إضافة العملة المعدنية ثنائية المعدن بقيمة 10 بيزو ‏ إلى السلسلة. في عام 2003، تم تغيير تركيب 25 سنتيمو و1 بيزو إلى الفولاذ المطلي بالنحاس والفولاذ المطلي بالنيكل، على التوالي.
السلسلة الحالية، سلسلة عملات الجيل الجديد، قُدِّمَت في عام 2017، وتتكون من عملات فولاذية مطلية بالنيكل 1، 5، 25 سنتيمو و1، 5 و10 بيزو. في ديسمبر 2019، تم تقديم عملة 20 بيزو المصنوعة من الفولاذ المطلي ثنائي المعدن،  جنبًا إلى جنب مع عملة فلبينية من فئة خمسة بيزو أُصدِرَت استجابةً للعديد من الشكاوى التي تفيد بأن العملة المعدنية المستديرة المصنوعة من الفولاذ بقيمة 5 بيزو تشبه إلى حد كبير العملة المعدنية بقيمة 1 بيزو و10 بيزو.
لا تزال الفئات التي تبلغ قيمتها 0.25 بيزو (~0.005 دولار) وما دون تصدر، ولكن يُنظر إليها بشكل متزايد على أنها مصدر إزعاج. رفضت الحكومة والبنك المركزي الكولومبي المقترحات الخاصة بسحب وإلغاء تداول جميع العملات المعدنية التي تقل قيمتها عن بيزو واحد. 
| القيمة    | الصورة | الصورة | القطر  | الوزن      | السمك    | التكوين                                                 | الوصف                                                                            | الوصف                                                                   | تاريخ السك     |
| القيمة    | الوجه  | الظهر  | القطر  | الوزن      | السمك    | التكوين                                                 | الوجه                                                                            | الظهر                                                                   | تاريخ السك     |
| --------- | ------ | ------ | ------ | ---------- | -------- | ------------------------------------------------------- | -------------------------------------------------------------------------------- | ----------------------------------------------------------------------- | -------------- |
| 1 سنتيمو  |        |        | 15 ملم | 1.90 جرام  | 1.54 ملم | نيكل-مغطى بالفولاذ                                      | Republika ng Pilipinas (جمهورية الفلبين)؛ ثلاث نجوم وشمس؛ القيمة؛ سنة سك         | Xanthostemon verdugonianus (Mangkono)، شعار البنك المركزي الفليبيني     | 26 مارس 2018   |
| 5 سنتيمو  |        |        | 16 ملم | 2.20 جرام  | 1.60 ملم | نيكل-مغطى بالفولاذ                                      | Republika ng Pilipinas (جمهورية الفلبين)؛ ثلاث نجوم وشمس؛ القيمة؛ سنة سك         | هويا العانة، شعار البنك المركزي الفليبيني                               | 26 مارس 2018   |
| 25 سنتيمو |        |        | 20 ملم | 3.60 جرام  | 1.65 ملم | نيكل-مغطى بالفولاذ                                      | Republika ng Pilipinas (جمهورية الفلبين)؛ ثلاث نجوم وشمس؛ القيمة؛ سنة سك         | ديلينيا الفلبين، شعار البنك المركزي الفليبيني                           | 26 مارس 2018   |
| 1 بيزو    |        |        | 23 ملم | 6.00 جرام  | 2.05 ملم | نيكل-مغطى بالفولاذ                                      | Republika ng Pilipinas (جمهورية الفلبين)؛ صورة خوسيه ريزال؛ القيمة؛ سنة سك       | فاندا سانديريانا، شعار البنك المركزي الفليبيني                          | 26 مارس 2018   |
| 5 بيزو    |        |        | 25 ملم | 7.40 جرام  | 2.20 ملم | نيكل-مغطى بالفولاذ                                      | Republika ng Pilipinas (جمهورية الفلبين)؛ صورة اندريس بونيفاسيو؛ القيمة؛ سنة سك  | سترونجيلودون الماكروبوتري، شعار البنك المركزي الفليبيني                 | 30 نوفمبر 2017 |
| 5 بيزو    |        |        | 25 ملم | 7.40 جرام  | 2.20 ملم | نيكل-مغطى بالفولاذ                                      | Republika ng Pilipinas (جمهورية الفلبين)؛ صورة اندريس بونيفاسيو؛ القيمة؛ سنة سك  | سترونجيلودون الماكروبوتري، شعار البنك المركزي الفليبيني                 | 17 ديسمبر 2019 |
| 10 بيزو   |        |        | 27 ملم | 8.00 جرام  | 2.05 ملم | نيكل-مغطى بالفولاذ                                      | Republika ng Pilipinas (جمهورية الفلبين)؛ صورة أبوليناريو مابيني؛ القيمة؛ سنة سك | ميدينيلا الرائعة، شعار البنك المركزي الفليبيني،                         | 26 مارس 2018   |
| 20 بيزو   |        |        | 30 ملم | 11.50 جرام | 2.10 ملم | الحلقة : برونزمطلى بالفولاذ، المركز: نيكل مطلى بالفولاذ | Republika ng Pilipinas (جمهورية الفلبين)؛ صورة مانويل كويزون؛ القيمة؛ سنة سك     | Scyphiphora hydrophylacea، شعار البنك المركزي الفليبيني، قصر مالاكانانغ | 17 ديسمبر 2019 |

## الأوراق النقدية

### السلسلة السابقة
في عام 1852، أصدرت الفلبين لأول مرة أوراق نقدية تحت اسم El Banco Español Filipino de Isabel II ( بنك جزر الفلبين ‏ الحالي) بفئات 10، و25، و50، و200 بيزو قوي.
بحلول عام 1903، أصدرت الحكومة الجزرية الاستعمارية الأمريكية شهادات فضية بفئات 1، و2، و5، و10، و20، و50، و100، و500 بيزو، مدعومة بعملة فضية أو ذهب أمريكي بسعر ثابت 2:1. وقد اُستُكمِلَت هذه العملات بأوراق نقدية أصدرها بنك جزر الفلبين ‏ في عام 1908، وأوراق نقدية أصدرها البنك الوطني الفلبيني ‏ في عام 1916، وشهادات الخزانة الصادرة عن وزارة الخزانة الفلبينية في عام 1918، مدعومة بسندات حكومة الولايات المتحدة. ولم يبقَ سوى الأخير كعملة قانونية بعد استقلال الفلبين في عام 1946.
أبعاد جميع الأوراق النقدية الصادرة في ظل الإدارة الأمريكية الفلبينية ، 16 × 6.6 وقد تم استخدام السنتافو منذ ذلك الحين على جميع الأوراق النقدية الفلبينية (باستثناء أوراق السنتافو التي صدرت قبل عام 1958)، وتم تقديمه خلال فترة حكم ويليام هوارد تافت كحاكم عام للفلبين. وفي ضوء نجاحها الكبير، قام الرئيس تافت بتعيين لجنة قدمت تقريرًا إيجابيًا عن المزايا والمدخرات الناجمة عن تغيير حجم الأوراق النقدية الأمريكية إلى الحجم الفلبيني.  ومنذ عام 1928، أصبحت أحجام أوراق الاحتياطي الفيدرالي بالدولار الأمريكي والأوراق النقدية الفلبينية متطابقة تقريبًا.
في عام 1949، تولى البنك المركزي الفلبيني إصدار النقود الورقية. وكانت أوراقها المالية الأولى عبارة عن شهادات خزانة مطبوعة تحت إدارة الولايات المتحدة تحمل عبارة "النصر - البنك المركزي للفلبين". تبع ذلك في عام 1951 إصدار الأوراق النقدية من السلسلة الإنجليزية ‏ ذات الإصدار العادي بفئات 5، و10، و20، و50 سنتافو و 1، و2، و5، و10، و20، و50، و100، و200، و500 بيزو . أوقف تداول أوراق النقد من فئة السنتافو (باستثناء ورقة الـ 50 سنتافو، والتي عُرفت فيما بعد باسم ورقة نصف البيزو) في عام 1958 عندما سُكَّت عملات السلسلة الإنجليزية لأول مرة. 
في عام 1967، اعتمد مكتب الجمارك وحماية الحدود اللغة الفلبينية في سلسلة الأوراق النقدية الفلبينية ‏ ، باستخدام اسم Bangko Sentral ng Pilipinas، وفي عام 1969 قدم سلسلة الأوراق النقدية الفلبينية بفئات 1، و5، و10، و20، و50، و100 بيزو. قُدِّمَت سلسلة Ang Bagong Lipunan ‏ في عام 1973 وتضمنت أوراق نقدية من فئة 2 بيزو .  
حدث تغيير جذري في عام 1985، عندما أصدر مكتب الجمارك وحماية الحدود سلسلة التصميم الجديدة مع أوراق نقدية بقيمة 500 بيزو قُدِّمَت في عام 1987، وأوراق نقدية بقيمة 1000 بيزو (لأول مرة) في عام 1991 وأوراق نقدية بقيمة 200 بيزو في عام 2002. 
سلسلة التصميم الجديدة هي الاسم المستخدم للإشارة إلى الأوراق النقدية الفلبينية الصادرة من عام 1985 إلى عام 1993. وقد أُعيدت تسميتها بعد ذلك بسلسلة BSP بسبب إعادة تأسيس Bangko Sentral ng Pilipinas في عام 1993.
طُبِعَت أوراق النقد من سلسلة التصميم الجديد/BSP حتى عام 2013 (مع طباعة أوراق نقدية من فئة 5 بيزو حتى عام 1995، وأوراق نقدية من فئة 10 بيزو حتى عام 2001، وأوراق نقدية من فئة 20 و1000 بيزو حتى عام 2012، وأوراق نقدية من فئة 50 و100 و200 و500 بيزو حتى عام 2013)، وكانت العطاء القانوني حتى 31 ديسمبر/كانون الأول 2015، ويمكن استبدالها بأوراق نقدية أحدث حتى إلغاء تداول الأوراق النقدية الرئيسية في 3 يناير/كانون الثاني 2018. تعايشت عملة NDS مع أوراق NGC النقدية طوال العقد الأول من القرن الحادي والعشرين، من 16 ديسمبر 2010 إلى 2 أغسطس 2019. لم تعد الأوراق النقدية الرئيسية قانونية منذ 1 يناير 2016 وتم إلغاء تداولها بعد عامين في 3 يناير 2018، والسلسلة بشكل عام في 2 أغسطس 2019 مع الأوراق النقدية التذكارية بقيمة 2000 و100000 بيزو، مما يجعل سلسلة NDS/BSP أطول سلسلة أوراق نقدية تحمل التزام BSP لمدة 34 عامًا.    

### عملة الجيل الجديد (الحالية)
بدأ بنك بانجكو سنترال نغ بيليبيناس (BSP) عملية إلغاء العملة النقدية لمدة 12 عامًا لسلسلة التصميم الجديدة عندما بدأ مشروع العملة الجيل الجديد (NGC) في عام 2007. هذا هو المكان الذي خضع فيه المحتوى الموضوعي والتصميمات وميزات الأمان لمداولات وتقييم شاملين، وقد قامت به لجنة العملات التابعة لبنك الفلبين المركزي (Num Com) بالتشاور مع مجلس النقد (MB)، وبعد ذلك، بموافقة محافظ بنك الفلبين المركزي ورئيس الفلبين.  
وكان من بين أعضاء لجنة المسكوكات نائب محافظ بانجكو سنترال ديوا جوينيغوندو والدكتور أمبث أوكامبو ‏ ، رئيس المعهد التاريخي الوطني. صُمِّمَت الأوراق النقدية الجديدة بواسطة Studio 5 Designs وDesign Systemat، وتتميز بتصميمات فلبينية مشهورة وعجائب طبيعية شهيرة. سيتم تصوير الرموز الوطنية الفلبينية على العملات المعدنية. بدأ بنك BSP في إصدار الدفعة الأولى من الأوراق النقدية الجديدة والتصميم للجمهور في 16 ديسمبر 2010، بعد ثلاث سنوات من بدء مشروع وعملية إلغاء العملة الوطنية. الكلمة المستخدمة في الفواتير كانت "Pilipino" المترجمة إلى Baybayin (ᜉᜒᜎᜒᜉᜒᜈᜓ ). الخط المستخدم في كتابة الأوراق النقدية هو Myriad، في حين عُيِّنَت الأرقام بخط Twentieth Century ‏ . قُبِلَت السلسلة من قبل الرئيستين جلوريا ماكاباجال أرويو وخليفتها المباشر بينينو أكينو الثالث ، مما يجعلها سلسلة الأوراق النقدية الوحيدة التي وافق عليها رئيسان. 
| القيمة     | الصورة | الأبعاد      | اللون     | الوصف | الوصف                                                                                | تاريخ الإصدار  |
| القيمة     | الصورة | الأبعاد      | اللون     | الوجه | الظهر                                                                                | تاريخ الإصدار  |
| ---------- | ------ | ------------ | --------- | --- | ------------------------------------------------------------------------------------ | -------------- |
| 20 بيزو    |        | 160 × 66 ملم | برتقالي   | مانويل كويزون،إعلان اللغة الفلبينية لغة وطنية، قصر مالاكانانغ                                                                      | مصاطب أرز باناوي، زباد النخيل الآسيوي، منسوجات كورديليراس                            | 16 ديسمبر 2010 |
| 50 بيزو    |        | 160 × 66 ملم | أحمر      | سيرجيو أوسمينا، أول جمعية فليبنية، معركة ليتي                                                                                      | بحيرة تال في باتانغاس، شيم عملاق، منسوجات باتانغاس                                   | 16 ديسمبر 2010 |
| 100 بيزو   |        | 160 × 66 ملم | بنفسجي    | مانويل روكساس، مبنى البنك المركزي الفلبيني القديم (BSP) في إنتراموروس ، مانيلا، تدشين جمهورية الفلبين الثالثة                      | بركان مايون في ألباي، قرش حوتي، منسوجات بوهول                                        | 16 ديسمبر 2010 |
| 200 بيزو   |        | 160 × 66 ملم | أخضر      | ديوسدادو ماكاباجال، EDSA قوة الشعب 2001، إعلان استقلال الفلبين في كاويت، كاويته، افتتاح مؤتمر مالولوس at كنيسة الباراسوين‚ بولاكان | تلال الشوكولا في بوهول، رسغي فلبيني، منسوجات فيساياس                                 | 16 ديسمبر 2010 |
| 500 بيزو   |        | 160 × 66 ملم | أصفر      | كورازون أكينو، بينينو أكينو، الثورة الفلبينية 1986، نصب نينوي أكينو التذكاري في ماكاتي                                             | نهر بورتو برنسيسا الجوفي في بورتوبرنسس، تانيجناثوس لوسيونينسيس، منسوجات جنوب الفلبين | 16 ديسمبر 2010 |
| 1،000 بيزو |        | 160 × 66 ملم | أزرق فاتح | خوسيه عباد سانتوس، فيسنتي ليم، جوزيفا لانيس اسكودا، الاحتفال بالذكرى المئوية لاستقلال الفلبين                                      | شعاب توباتها المرجانية في بحر سولو، بينكتادا ماكسيما، منسوجات تنالك                  | 16 ديسمبر 2010 |
|            |        |              |           | |                                                                                      |                |

## وصلات خارجية
- (بالإنجليزية) البنك المركزي الفلبيني